# Повикване на духа
„Повикване на духа“ (на испански: Evocacion/ Evocation: Mi Vida Al Lado Del Che) е биографична книга, мемоари на Алейда Марч – вдовицата на аржентинския революционер Ернесто Че Гевара.
Това е първата книга, написана от нея, излязла по случай 40-годишнината от смъртта на нейния съпруг. В книгата тя разказва за периода от 1959 до 1965 г. Двамата се срещат в края на 1958 година и се влюбват почти моментално, макар че Че по онова време е женен за първата си жена Илда Гадеа. От 1959 г. се установяват в Куба след победата на революцията и тя ражда 4 деца – 2 момичета и 2 момчета. В книгата са описани много случки с Фидел Кастро и Раул Кастро. Действието спира когато Че заминава за Конго и Боливия да преследва своята мечта за световна революция.